# Carl Friedrich Gottlieb von Castell-Remlingen
Carl Friedrich Gottlieb, Graf zu Castell und Remlingen (Mannheim, 16 april 1679 -  Hamburg, 9 mei 1743) was een Duits aristocraat (graaf) en militair. Hij bracht het tot de rang van luitenant-generaal. In 1723 verdreef Carl Friedrich Gottlieb de piëtisten uit zijn graafschap.
Op 7 oktober 1736 werd generaal von Castell-Remlingen als een van de eerste ridders in de Pools-Saksische Militaire Orde van Sint-Hendrik onderscheiden.